# Рабан, Зеев
Зеев Рабан (22 сентября 1890, Лодзь — 19 января 1970, Иерусалим) — израильский художник, график, скульптор и промышленный дизайнер. Один из основоположников израильского изобразительного искусства.

## Биография
Рабан родился в Лодзи в 1890 году. Его имя при рождении было Вольф (Зеев) Рабицкий. Отец Рабана был ортодоксальным евреем, в детстве учился в хедере. Рабан начал изучать изобразительное искусство в Лодзи. С 16 лет учился мастерству скульптуры в Мюнхенской академии художеств, а затем в парижском «Божаре» и в бельгийской Королевской академии.
В 1912 году, по приглашению основателя иерусалимской школы искусств «Бецалель» Бориса Шаца, Рабан приехал в Эрец-Исраэль и до 1929 года преподавал в этой школе скульптуру, искусство чеканки и металлопластики, а позже был назначен временным администратором учреждения. Среди его учеников были Реувен Рубин, Нахум Гутман, Авигдор Стемацкий и Мордехай Авниэль.
В 1921 году он участвовал в исторической выставке, впервые представленной Ассоциацией художников Эрец-Исраэль. Эта выставка состоялась в Башне Давида в Старом городе Иерусалима и была первой в серии ежегодных выставок, называемой «Художественные выставки в Башне Давида».
В 1922 году в сотрудничестве с художником Меиром Гуром Арье Рабан основал «Мастерскую промышленного искусства», которая функционировала до 60-х годов. В 20-х и 30-х годах он занимался проектированием логотипов и визитных карточек для частных компаний и учреждений, а также дизайном интерьеров Созданные по его эскизам керамические плитки и сегодня украшают многие фасады в Тель-Авиве.
Рабан оформлял синагоги в Израиле и за рубежом, а также создавал для них мебель и ритуальные предметы. В 1931 году он создал красочные витражи окон для Большой синагоги (Тель-Авив).
Рабан был одним из создателей иерусалимского района Бейт Ха-Керем.
Рабан верил в толерантность между людьми и народами и был противником насилия. Он был масоном, был хорошо знаком с антропософией и в молодости тяготел к спиритизму. Его склонности и убеждения выражены в работах, таких как «Мирное королевство», и в различных изображениях откровений.
Произведения Рабана, в том числе украшения для книг и плакаты, были созданы им в духе школы «арт нуво» (модерн), сильной своим декоративным искусством и преобладавшей в Европе в конце XIX и начале XX века. В работах Рабана хорошо сочетаются восточные элементы, характерные для Эрец-Исраэль, мотивы Танаха и пейзажи страны. Его многочисленные символьные произведения относятся к искусству «израильского символизма». Рабан считается одним из создателей «стиля Бецалель».

## Выставки
- В 1982 году в галерее «Дабель» в Иерусалиме (после предыдущей выставки 1981 года) состоялась выставка живописи и дизайна проектных работ Рабана, созданных в 1915—1940 гг.
- В 1993 году в галерее «Маянот» в Иерусалиме состоялась ретроспективная выставка, на которой впервые экспонировались около 250 работ Зеэва Рабана, собранные из коллекций всего мира[4].
- В 2001 году в честь 70-летия Тель-Авивского музея искусств была организована всеобъемлющая ретроспективная выставка работ Рабана.

## Образование
- 1905 год — Мюнхенская академия художеств
- 1907 год — Национальная высшая школа изящных искусств (Париж) (под руководством профессора Мерсье)
- С 1912 года — «Бецалель», Иерусалим

## Преподавательская деятельность
- Начиная с 1914 года, руководитель кафедры в «Бецалель».

## Известные работы
- Иллюстрации источников: Песнь Песней, Книга Есфирь, Руфь, Пасхальная Агада.
- Иллюстрации для книг Хаима Нахмана Бялика, Ицика Кипниса, Шмуэля Йосефа Агнона, Бориса Шаца.
- Игральные карты с персонажами из Библии.
- Иллюстрации к Пасхальной Агаде[5]
- Скульптурные работы для здания YMCA на улице Давид Ха-Мелех в Иерусалиме.
- Дизайн интерьера отеля «King David» в Иерусалиме[2]
- Каменные ворота и латунные двери для школы «Бецалель».
- Латунные двери для больницы «Бикур Холим».
- Медные двери для здания «Бецалель» в Иерусалиме[6].
- Витражные окна и деревянные двери в Большой синагоге (Тель-Авив) на улице Алленби.
- Вариант герба Израиля.
- Памятник на могиле Переца Смоленскина.
- Логотипы для компаний и учреждений: института Вейцмана, Департамента общественных работ, для женской сионистской организации «Хадасса», полиции Израиля и других.
- Символические плиты для «Яд Кеннеди[англ.]» в Иерусалимских горах (архитектор Давид Резник).
- Роспись на коробке традиционных ханукальных свечей.

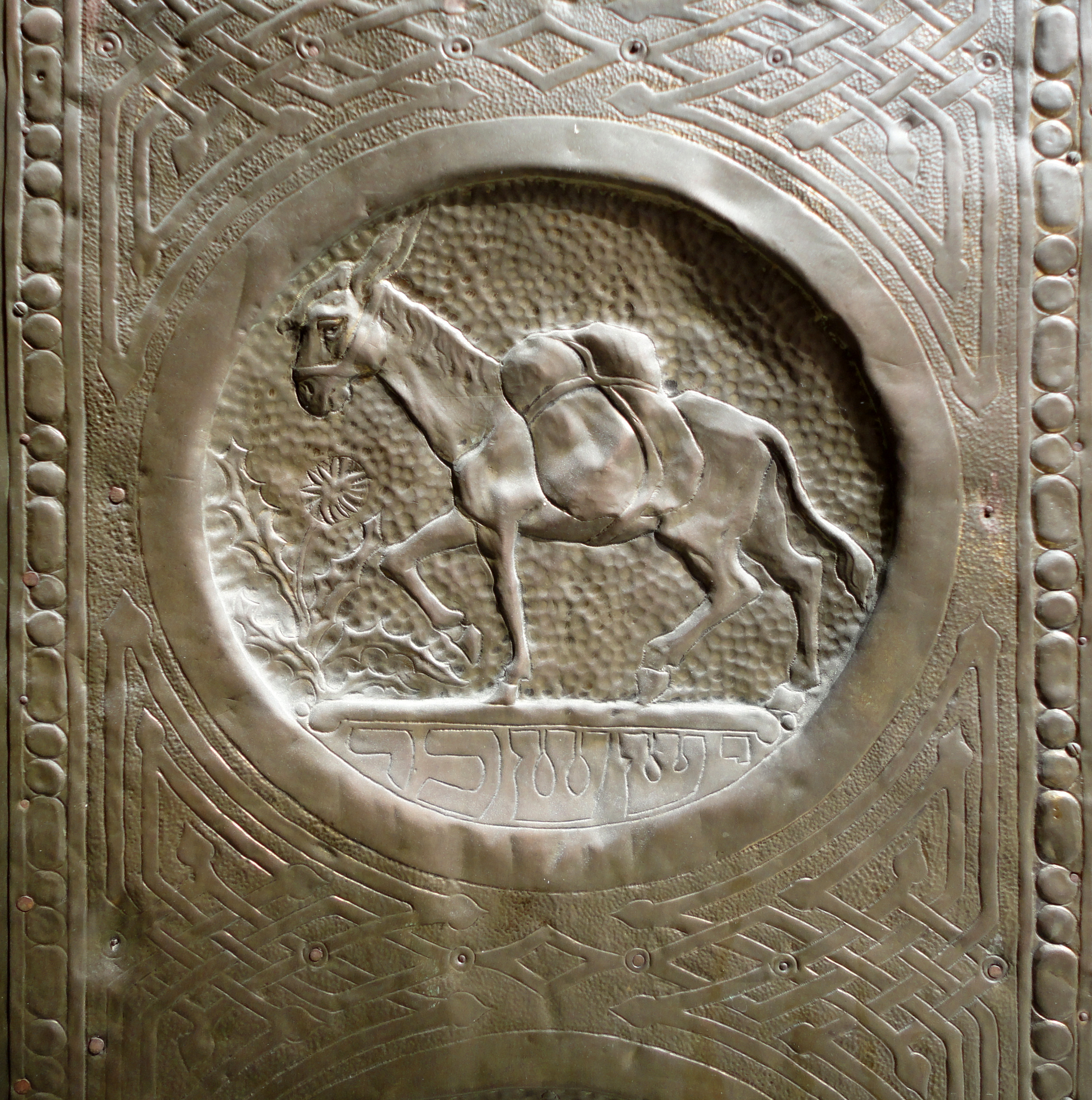
«Иссахар», фрагмент латунной двери больницы Бикур Холим, Иерусалим